# NA-161
La NA-116 es una carretera de interés para la Comunidad Foral de Navarra, tiene una longitud de 8,2 km, comunica Corella.

## Recorrido
| Denominación | Kilómetro | Salida              | Dirección           | Carretera           |
| ------------ | --------- | ------------------- | ------------------- | ------------------- |
| NA-161       | 0         |                     | Fitero              | NA-160              |
| NA-161       | 6         | Travesía de Corella | Travesía de Corella | Travesía de Corella |
| NA-161       | 8         |                     | Cintruénigo         | NA-6810             |